# 第1回全国中等学校ホッケー選手権大会
昭和7年度 第1回全国中等学校ホッケー選手権大会は、1932年に東京都で開催された全国中等学校ホッケー選手権大会である。

## 概要
北海道・東京都・愛知県の代表3チームが出場する予定であったが、北海道代表が棄権したため2校で行われた。

## 試合結果
|  | 決勝     |          |   |  |
|  |          |          |   |  |
|  | 愛知商   | 愛知商   | 6 |  |
|  | 愛知商   | 愛知商   | 6 |  |
|  | 慶應商工 | 慶應商工 | 0 |  |